# Brion Gysin
Brion Gysin est un artiste performer, un poète, un écrivain et un peintre américano-canadien né le 19 janvier 1916 à Taplow, Buckinghamshire et mort le 13 juillet 1986 à Paris.

## Notice biographique
Né au Royaume-Uni, Brion Gysin part vivre au Canada aux côtés de sa mère jusqu'à ses quinze ans. Puis il rentre en Angleterre, à Downside (comté de Surrey) pour y étudier. Il y fait des études d'histoire puis part étudier à Paris, à la Sorbonne. Dans la capitale, il fréquente le Tout-Paris littéraire et artistique. Il s'adonne à l'écriture poétique et se lance avec assiduité dans la peinture. A dix-neuf ans, il vit sa première grande émotion de peintre, mais c'est une émotion négative. Il lui est offert l'opportunité d'exposer à la galerie parisienne des Quatre Chemins avec le groupe des surréalistes. Il y expose quelques unes de ses œuvres dont une peinture représentant André Breton avec une tête de veau surmontée d'une perruque. Le jour du vernissage, il découvre que ses œuvres ont été décrochées sur ordre de Breton offensé. Très marqué par cette affaire, Gysin y reviendra souvent dans ses conversations, se qualifiant d'« artiste décroché ». 
De 1940 à 1949, Brion Gysin vit à New-York où il crée des costumes pour des comédies musicales, à Broadway. A la fin de la décennie, il retourne en France. Durant l'été 1950, l'écrivain américain Paul Bowles, déjà installé au Maroc, l'invite à Tanger. Séduit par le pays et par la ville, Gysin décide de s'y installer. Il ouvre un restaurant dans le quartier du Marshan, sur les hauteurs de Tanger, établissement qu'il nomme Les Mille et une nuits. L'endroit devient très vite un lieu très fréquenté par les amoureux de la ville du Détroit, où se produisent régulièrement des musiciens, des danseurs, voire même des cracheurs de feu.  
En 1958, Brion Gysin abandonne la gestion de son restaurant du Marshan puis rentre en Europe. Suivant les conseils de son ami William Burroughs, Gysin s'installe à Paris, au Beat Hotel de la rue Gît-leCœur qu'Allen Ginsberg vient de quitter mais où résident encore Burroughs, Gregory Corso et d'autres membres de la mouvance beat. Burroughs rend souvent visite à Gysin dans sa chambre où celui-ci peint et s'adonne à des expérimentations. Ils sont l'un et l'autre homosexuels. Ils n'entretiennent pas entre eux de relations intimes mais, artistiquement, ils sont en totale symbiose. C'est dans l'un de ces moments de partage que Gysin présente à son ami sa dernière découverte, la technique du « Cut-up » . Cette pratique consiste à découper au cutter des feuilles de papier journal qui se trouvent en dessous de la feuille de dessin qu'il est en train de découper, procédé qui ne va pas sans rappeler Tristan Tzara. Dans le chapitre 8 de son Dada manifeste sur l'amour faible et l'amour amer, il écrit : 
Pour faire un poème dadaïste

Prenez un journal

Prenez des ciseaux.

Choisissez dans ce journal un article ayant la longueur que vous comptez donner à votre poème.

Découpez l'article.

Découpez ensuite avec soin chacun des mots qui forment cet article et mettez-les dans

un sac.

Agitez doucement.

Sortez ensuite chaque coupure l'une après l'autre.

Copiez consciencieusement dans l'ordre où elles ont quitté le sac.

Le poème vous ressemblera.

Et vous voilà un écrivain infiniment original et d'une sensibilité charmante, encore qu'incomprise du vulgaire.
Subjugué par cette découverte, William S. Burroughs en fait une grande utilisation. Gysin a aidé Burroughs à l'édition de plusieurs de ses romans, et a écrit un manuscrit pour une version cinématographique du Festin Nu - The Naked Lunch - mais qui n'a jamais été produite. Les deux ont collaboré sur un grand manuscrit pour Grove Press intitulée The Third Mind (Le Tiers Esprit) mais il s'est avéré qu'il serait impossible de l'éditer comme à l'origine envisagé. Le livre édité plus tard sous ce même titre inclut peu de ce matériel. Gysin a aussi développé le procédé qu'il a appelé « poèmes permutés », dans lesquels quelques mots ou une formule est répétée plusieurs fois, avec les mots réarrangés dans un ordre différent à chaque réitération. Le plus célèbre de ses poèmes permutés est la tautologie, I am that I am dont il a donné la permutation dans un ouvrage publié par Something Else Press aux États-Unis. Plusieurs de ces permutations ont été produites à l'aide d'un générateur aléatoire informatique programmé par Ian Sommerville (en). Il a également expérimenté avec la permutation d'enregistrements sur bande magnétique, en découpant et recollant ensemble les bruits d'un pistolet enregistrés à différentes amplitudes dans le studio de la BBC, produisant le Pistol Poem.  Cet enregistrement a été plus tard employé comme thème en 1960 pour la performance parisienne au « Domaine Poétique », où furent visibles et audibles les travaux expérimentaux de personnes comme Gysin, François Dufrêne, Bernard Heidsieck et Henri Chopin. On trouve des enregistrements de Brion Gysin chez Sub Rosa dans le CD lunapark 0,10.. Il a travaillé intensivement avec le saxophoniste jazz Steve Lacy.
En 1968, Brion Gysin est présent au Maroc au moment de la visite des Rolling Stones à Tanger et à Marrakech. Un jour, Gysin propose à Brian Jones de se rendre avec lui à une fête musicale et mystique au village de Jajouka dans le Rif. Brian Jones se laisse envoûter par la musique sacrée de ces flûtistes virtuoses, ce qui le conduira l'année suivante à enregistrer un album devenu mythique avec les musiciens de Jajouka.
En 1986, il a enregistré un album avec le musicien français Ramuntcho Matta. On l'y entend chanter et rapper ses propres textes sur des musiques composées par Ramuntcho Matta, avec la participation de Don Cherry, Elli Medeiros, Steve Lacy, Lizzy Mercier Descloux, Caroline Loeb etc. Cet album a été réédité en CD par Crammed Discs en 1993, sous le titre Self-Portrait Jumping.
Au début des années 1960, il construit, avec Ian Sommerville, la Dreamachine, un dispositif censé être regardé avec les yeux fermés.
Les revues d'avant-garde en France ont beaucoup publié Brion Gysin. En particulier, la revue Luna-Park a publié des dessins et textes de Brion Gysin dans sa première série comme dans la nouvelle série où ont paru des chapitres inédits en français de son livre The Last Museum dans une traduction de Sylvie Durastanti.
Son abondante œuvre graphique a été souvent exposée notamment au Musée d'art moderne de Bruxelles et à la Fondation nationale des arts graphiques et plastiques en 1980 (exposition Écritures) et en 1993 à la biennale de Lyon Et tous ils changent le monde (commissaire Marc Dachy) avec sa Dreamachine. Une biographie lui a été consacrée en 2005 chez Disinformation par John Geiger ainsi qu'une importante monographie en 2003 chez Thames and Hudson par José Ferez Kuri.

## Distinctions
Chevalier des Arts et des Lettres en 1985.

## Décès
Il meurt le 13 juillet 1986 dans son appartement de la rue Saint-Martin, en face du Centre Pompidou qu'il a abondamment photographié, des suites d'un cancer du poumon. Lors d'une émission de télévision en France, peu après son décès, William Burroughs déclare que Brion Gysin était le seul homme qu'il ait jamais respecté.

## Ouvrages
- To Master A Long Goodnight
- Let the Mice in
- Minutes to Go (avec William S. Burroughs)
- The Exterminator (avec William S. Burroughs)
- The Process (Désert Dévorant, Flammarion)
- The Third Mind (avec William S. Burroughs - Le Tiers Esprit, Flammarion)
- The Last Museum (traductions dans la revue Luna Park)
- Here To Go (Entretiens avec Terry Wilson)